# Merhynchites wickhami
Espèce
Merhynchites wickhami est une espèce d'insectes coléoptères appartenant à la famille des Attelabidae.